# Monasterio de las Descalzas Reales

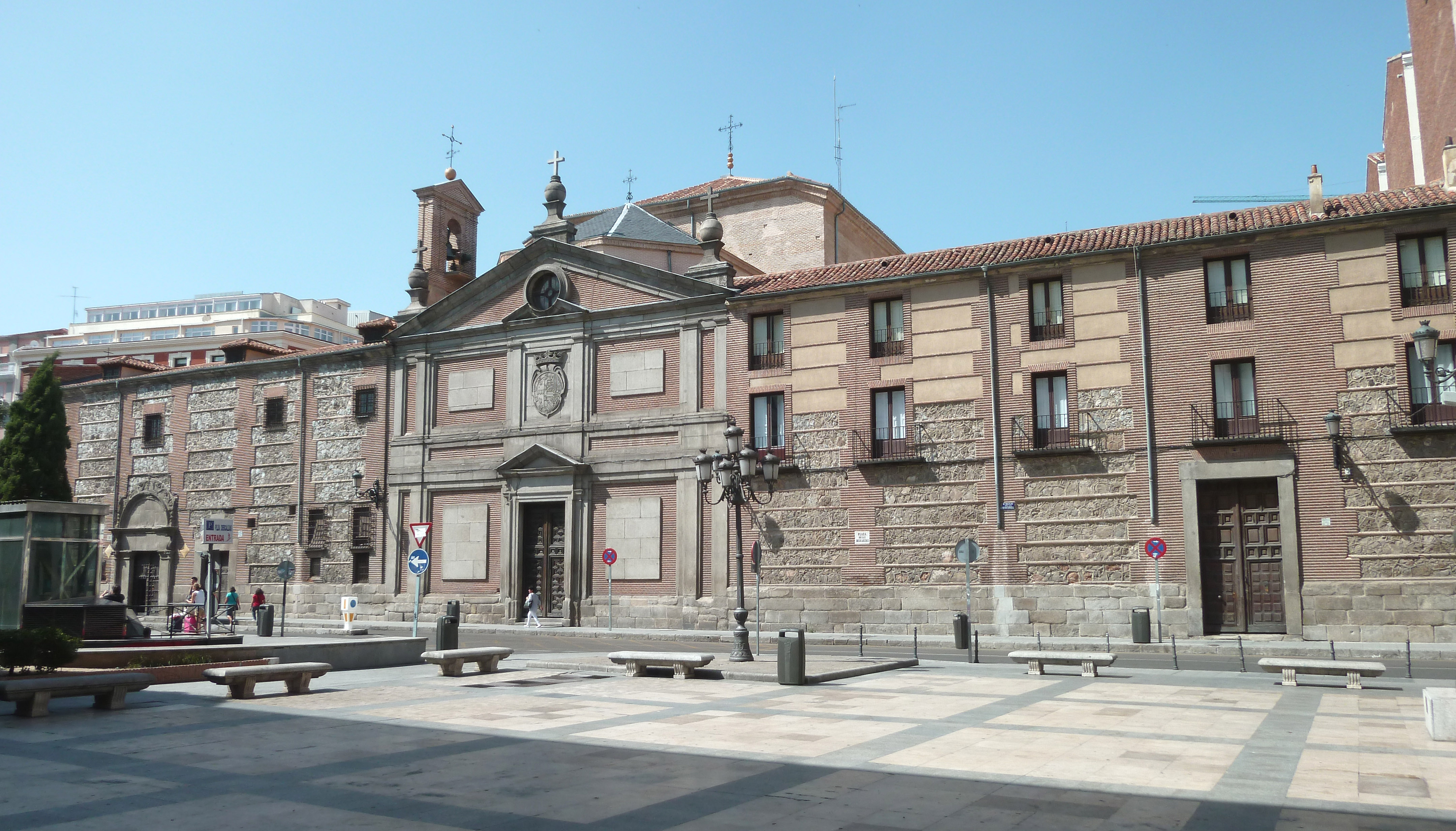
Monasterio de las Descalzas Reales

Het Monasterio de las Descalzas Reales ('Koninklijke Ongeschoeiden') is een klooster en kunstmuseum in de Spaanse hoofdstad Madrid. Sinds de stichting in 1559 is het een strenge gemeenschap van clarissen-coletienen, maar in de 16e en 17e eeuw was het ook een uitbreiding van het hof door de aanwezigheid van Habsburgse vorstinnen en prinsessen, al dan niet ingetreden. De rijke kunstcollectie is door het Patrimonio Nacional ontsloten als museum, terwijl in een ander deel van de gebouwen het religieuze leven verdergaat. Het klooster is gewijd aan Onze-Lieve-Vrouw van Troost (Madre de Dios de la Consolación) en geniet sinds 1994 erfgoedbescherming. 

## Geschiedenis
De oprichting was een initiatief van Johanna van Habsburg. Toen ze regentes van Castilië was, vatte ze het plan op een vrouwelijk jezuïetenklooster te stichten. Deze nieuwe orde, waarvan ze de spiritualiteit zeer bewonderde, beschikte weliswaar niet over een vrouwelijke tak, maar in 1554 had ze in het geheim hun eenvoudige geloften afgelegd. De jezuïet Francisco de Borja overtuigde haar ervan dat de contemplatieve clarissen een meer geschikte orde waren, meer bepaald de hervormde coletienen, die gekloosterd en in totale armoede leefden. Ze droegen geen schoenen maar sandalen. De arme klaren uit zijn geboortestad Gandía kwamen eerst over naar Valladolid onder Johanna's bescherming en namen vanaf 1559 hun intrek in het nieuwe Madrileense huis. Hiertoe had ze in 1555 het renaissancepaleis van de voormalige schatbewaarder Alonso Gutiérrez () gekocht, waar ze zelf was geboren. De vestiging kan gezien worden als een vroege stap in de 'verkoninklijking' van Madrid, toen nog bescheiden van allure maar in 1561 tot hoofdstad gemaakt door koning Filips II.
Johanna liet transformaties uitvoeren om de religieuze ruimte in te richten, voegde een kloosterkapel toe en voorzag ook in koninklijke appartementen die geen deel waren van het eigenlijke klooster. Ze was immers zelf niet ingetreden en resideerde meestal in het koninklijk alcazar. Vooral rond religieuze hoogdagen verbleef ze geregeld in de appartementen bij het klooster, waarvoor het Cuarto Real bij het hiëronymietenklooster ongetwijfeld een inspiratie bood. Misschien nog meer stond het Madre de Deus-klooster () van Lissabon model, want Johanna ging zover de plannen ervan op te vragen bij haar tante Catharina. Ze verbond het klooster met het hospitaal Casa de Misericordia, dat ze ook stichtte. Haar rijke hofcultuur botste enigszins met de eenvoudige devotie van de clarissen. Johanna voorzag in een organist en schreef gezongen missen voor, uit te voeren door een (hooggereputeerde) koninklijke kapel. In haar private vertrekken richtte ze een portretgalerij in en ze had ook een privaat oratorium, waar ze haar kostbare relieken en religieuze schatten bewaarde. In 1559 liet ze het Heilig Sacrament overbrengen naar de kloosterkerk en in 1572 verleende ze het stichtingscharter. Het volgende jaar kwam Johanna onverwacht te overlijden.
Na haar dood werd Filips II de beschermheer van het klooster. Hij stelde de hoofdkapelaan aan, een seculiere geestelijke die de missen en sermoenen verzorgde met acht – later twaalf – kapelanen. Tussen de hoofdkapelaan en de abdis ontstond een aanslepend conflict over wie de inhoud van de sermoenen mocht bepalen. De abdis en de nonnen gingen ook niet akkoord met de vereiste dat intreders adellijk en 'zuiver van bloed' moesten zijn (d.i. geen joodse of islamitische voorouders hebben). De koninklijke appartementen kregen vanaf 1582 permanente bewoning, toen de keizerin-weduwe Maria ervoor koos het Habsburgse hof in Centraal-Europa te verlaten en zich nabij haar broer in Madrid te vestigen. Ze woonde er met haar dochter Margaretha (1567-1633), die in 1586 intrad in het klooster en dus de appartementen verruilde voor een cel. In het grote salon hield Maria audiënties en ontving ze ambassadeurs. Ze beschikte over hofdames, een majordomus en ongeveer honderd personeelsleden. Die laatsten waren aan de overkant van de straat gelogeerd. In feite hield ze een satelliethof dat werd bezocht door de koning, bijvoorbeeld ter gelegenheid van de theatervoorstellingen die ze organiseerde.
Toen Maria in 1603 overleed, nam haar ingetreden dochter Margaretha haar representatieve rol over, maar ze voelde zich er minder thuis in en schaalde het personeel sterk terug.